# Melanargia karabagi
Melanargia karabagi är en fjärilsart som beskrevs av Ahmet Ömer Koçak 1976. Melanargia karabagi ingår i släktet Melanargia och familjen praktfjärilar. Inga underarter finns listade i Catalogue of Life.